# مؤمن محمد الخوئي

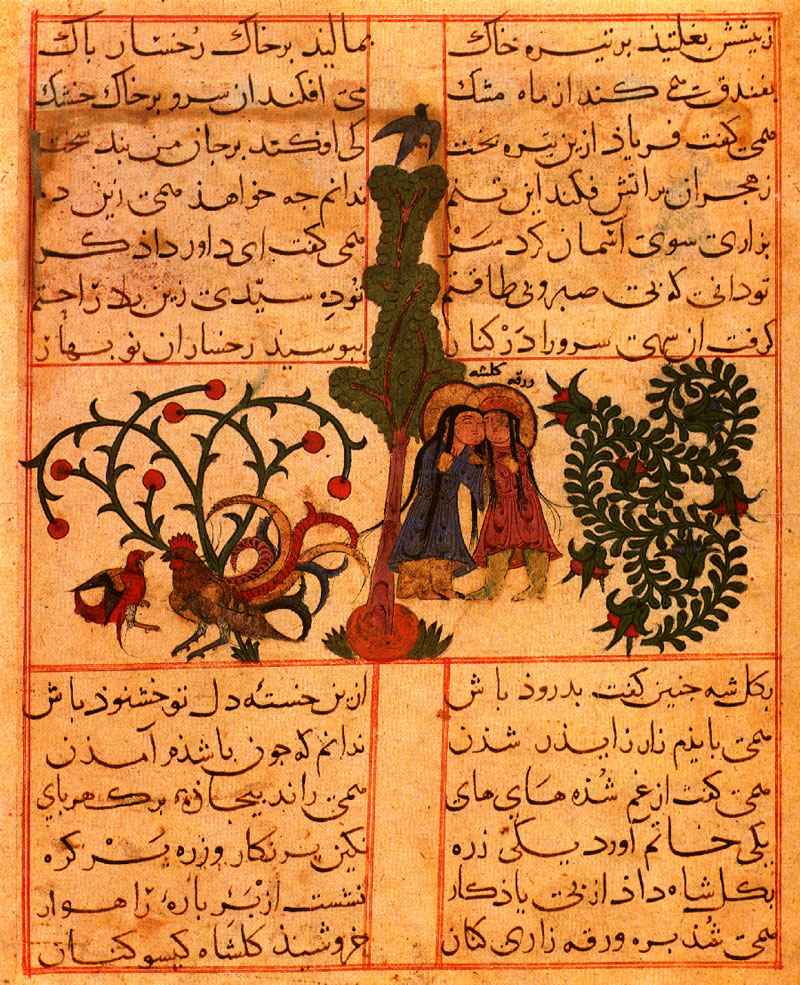
صفحة من كتاب ورقة وجلشة للشاعر عيوقي

مؤمن محمد الخوئي كان رسامًا إيرانيًا من العصر السلجوقي، نشط في أذربيجان التاريخية في النصف الأول من القرن السابع الهجري. ويُرجّح أنه كان رسامًا وخطاطًا لكتاب "ورقة وجلشة"، وهو من أتباع المدرسة السلجوقية في الفن. يعود أسلوب مؤمن محمد الخوئي إلى ما قبل المغول، ويشبه إلى حد كبير لوحات العصر المانويّ.

## طالع أيضًا
- لوحة إيرانية
- مدرسة بغداد